# Indy Radio
Indy Radio 99.2 FM es una emisora libre e independiente sin ánimo de lucro establecida en Sevilla en el año 1997. Es conocida como la radioweb pionera en España. 
Actualmente posee más de 32.000 oyentes mensuales solo por Internet, programa música pop/rock nacional del los 80s 90s y 00s. Emite música en cualquier lengua del estado español, en euskera, catalán, castellano, gallego, etc., acompañada de promos de ONGs e indicativos de la emisora, sin publicidad.
Esta emisora sale del espíritu de anteriores emisoras libres de Sevilla, como Radio Océano (de la asamblea del Ateneo Verde), Onda Este Radio o Radio Club Jardín-Este, que emitía allá por el 1986. Como curiosidad, empezó sus emisiones en Internet en el 1995 con la denominación Radio Red Sevilla, con un máximo de 5 oyentes en línea. 
Emisiones:
Frecuencia Modulada: Actualmente tiene problemas técnicos en sus emisiones en FM, estando en pruebas en diferentes frecuencias.
Onda Corta: Emite regularmente los fines de semana en la frecuencia 6930 kHz, siendo la PRIMERA EMISORA LIBRE ESPAÑOLA en emitir en AM (onda corta), recibiendo reportes desde muchas partes del mundo a pesar de emitir con baja potencia.
Online: Emite en internet emite 24 horas en línea, teniendo un desarrollo importante de oyentes. Asimismo emite a través de múltiples plataformas como Nokia Internet Radio, Tunein, Blackberry e Iphone y numerosas webs.
Indy Radio es un proyecto libre de emisión alternativa y sin ánimo de lucro con base en Sevilla (España).